# Alpine Meadows (California)
Alpine Meadows es un área no incorporada ubicada en el condado de Placer en el estado estadounidense de California.

## Geografía
Alpine Meadows se encuentra ubicada en las coordenadas 39°10′43″N 120°13′40″O / 39.17861, -120.22778.